# The St. Urban
Le St. Urban est un immeuble d’habitation situé le long de Central Park à New York. 

## Situation et accès
Situé dans l'Upper West Side de Manhattan, le St. Urban a pour adresse le 285 Central Park West. Il s’élève en bordure de Central Park, entre les 88e et 89e rues.
Le site est desservi par les lignes de métro B et C aux stations 86th Street et 96th Street.

## Histoire

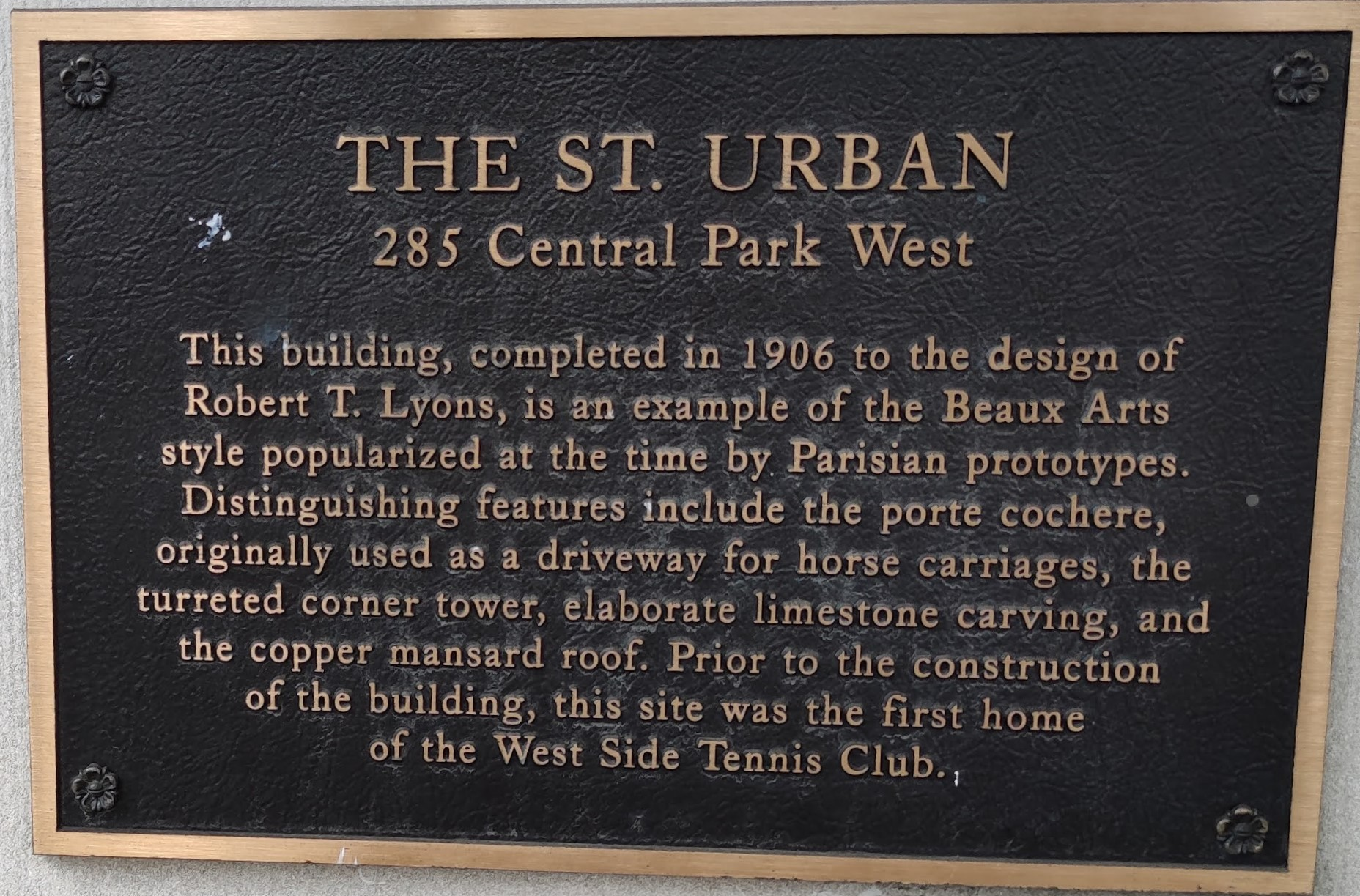
Plaque apposée en façade de l’immeuble.

L'immeuble est édifié en 1904-1906, sous la direction de l'architecte Robert Timothy Lyons (1873-1956), à l’emplacement d’un court de tennis. 
En 1922, le loyer annuel pour un appartement s’échelonne de 4000 à 5000 dollars.
Le St. Urban est devenu une co-op en 1966.
Il fait partie du Central Park West Historic District.

## Description

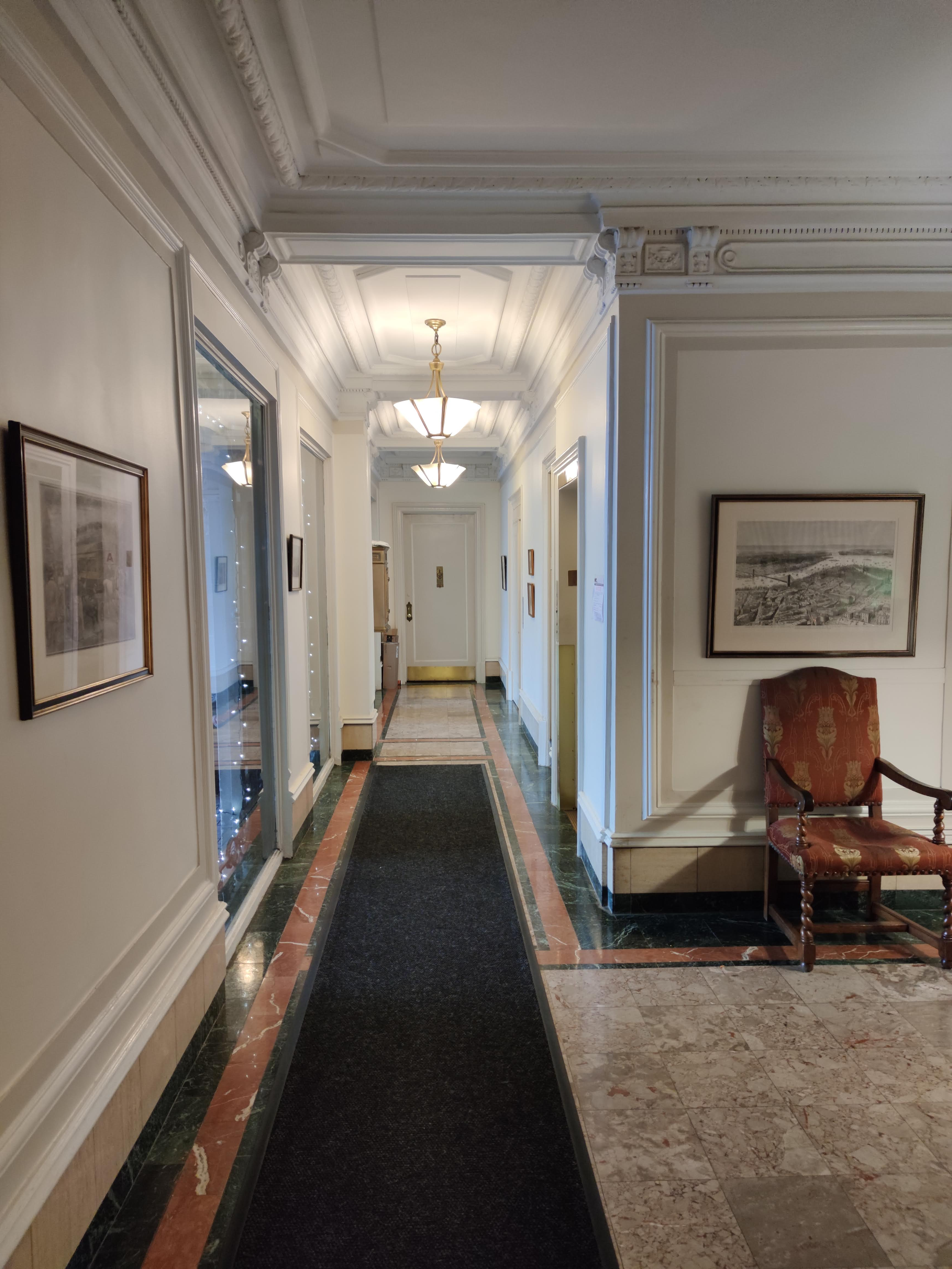
Vue d’une partie du vestibule.

Haut de 12 étages, l’immeuble est construit dans le style Beaux-Arts, comme d’autres bâtiments bien connus de l’Upper West Side, tels que The Ansonia (1904) ou The Dorilton (1902).
Son caractère « haussmannien » prononcé sautera aux yeux du touriste français le moins averti. 
À l’origine, on compte quatre appartements de 12 pièces et 3 salles de bains par étage. De nos jours, le St. Urban abrite 56 appartements.
Le St. Urban a conservé ses deux portes cochères originelles, l’une servant à l’entrée des voitures hippomobiles, l’autre à leur sortie (l’entrée principale du bâtiment, située à leur droite, a été ouverte par la suite). Il a en revanche perdu son balcon filant au niveau du 9e étage.

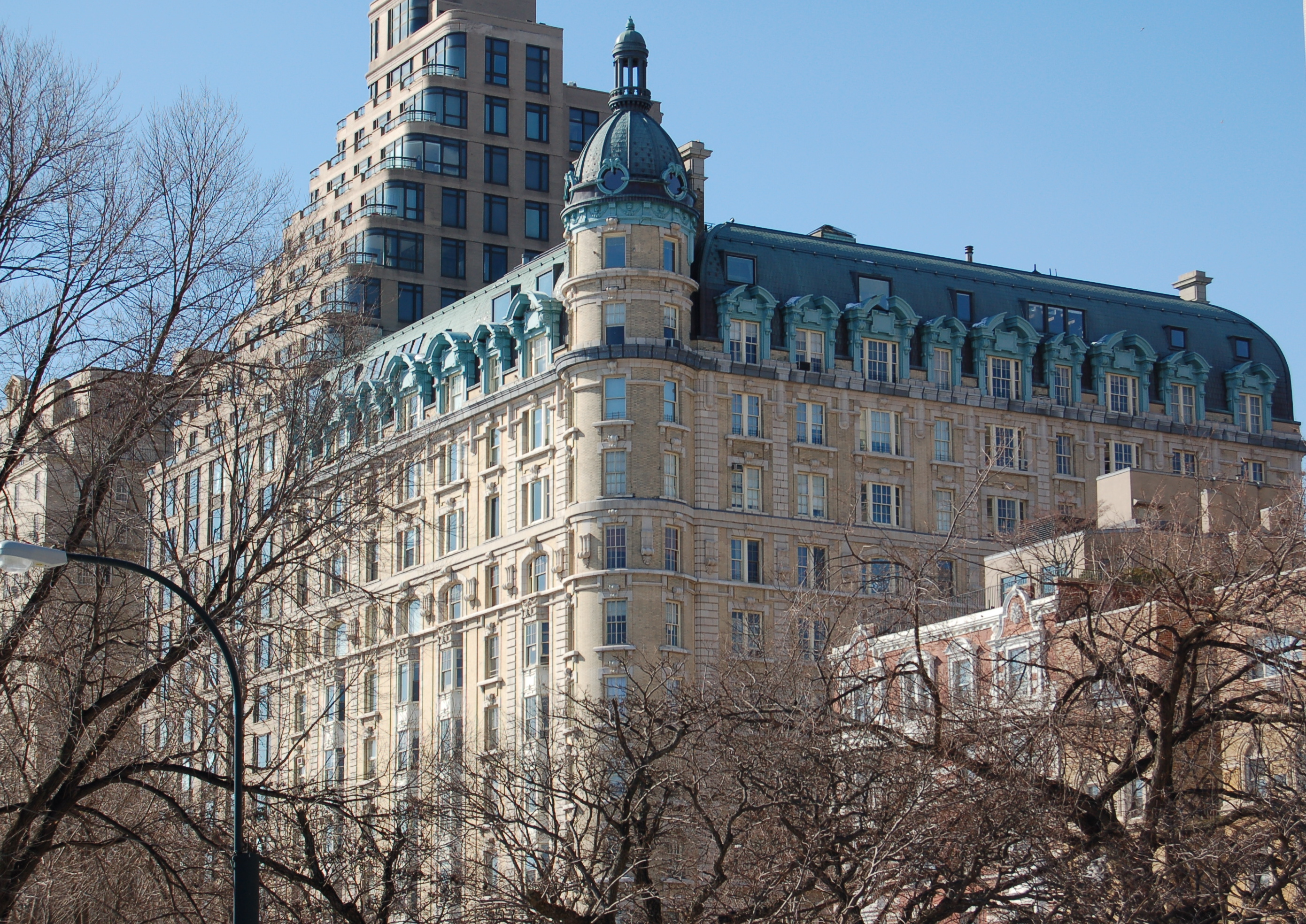
L’immeuble vu de Central Park.